# Женская сборная ФРГ по волейболу
Женская национальная сборная ФРГ по волейболу (нем. Deutsche Volleyballnationalmannschaft der Frauen, Frauen-Volleyballnationalmannschaft der BRD) — до 1990 года представляла Федеративную Республику Германии на международных соревнованиях по волейболу. Управляющей организацией выступал Немецкий волейбольный союз. После объединения Германии слилась с женской сборной ГДР и продолжила существование в объединённой Германии под тем же названием.

## История
Немецкий волейбольный союз (нем. Deutscher Volleyball-Verband — DVV) образован в 1955 году. В 1957 был принят в ФИВБ.
Первый матч женской национальной команды ФРГ в официальных международных соревнованиях состоялся в 1956 году на чемпионате мира в Париже. В нём сборная ФРГ уступила команде Польши со счётом 0:3, причём за три сыгранных сета набрала всего одно очко. Всего же на турнире волейболистки из Западной Германии победили лишь раз в 8 проведённых матчах и заняли предпоследнее 16-е место.
В последующей своей истории сборная ФРГ регулярно принимала участие в финальных турнирах чемпионатов мира и Европы (за исключением мировых первенств 1967 и 1970 годов), но высоких результатов не добивалась. Лучшим достижением волейболисток ФРГ стало 5-е место, занятое ими на чемпионате Европы 1983 года. Не выдерживая конкуренции с сильными сборными социалистических стран, где волейбол был традиционно хорошо развит, среди западноевропейских сборных волейболистки Западной Германии на протяжении 60—80-х годов прошлого века неизменно входили в тройку лучших наряду с национальными командами Нидерландов и Италии.
3 октября 1990 года произошло объединение Германии, а 9 декабря слились и волейбольные федерации двух немецких государств. Объединённая федерация продолжила существование под существующим в ФРГ названием Немецкий волейбольный союз (нем. Deutscher Volleyball-Verband — DVV). Тогда же была сформирована и женская волейбольная сборная объединённой Германии, основу которой составили волейболистки бывшей сборной ГДР (9 из 12 игроков). Из западногерманской национальной команды в состав сборной Германии вошли три спортсменки — Ренате Рик, Михаэла Лукнер и Карин Стейарт.

## Результаты выступлений и составы

### Олимпийские игры
- 1964 — не квалифицировалась
- 1968 — не участвовала
- 1972 — 8-е место
- 1976 — не квалифицировалась
- 1980 — не квалифицировалась
- 1984 — 6-е место
- 1988 — не квалифицировалась

- 1972: Аннелоре Рихтер, Аннетте Эллербраке, Биргит Пёрнер, Эрика Хойке, Ингрид Лоренц, Маргрет Штендер, Марианне Лепа, Регина Пютц, Рике Рушенбург, Трауте Шафер, Урсула Вестфаль. Тренер — Пак Дэ Хи.
- 1984: Альмут Кемпердик, Андреа Совиньи, Беате Бюхлер, Гудрун Витте, Марина Штаден, Регина Фоссен, Ренате Рик, Рут Хольцхаузен, Сигрид Терстегге, Терри Брандель-Плейс, Уте Ханкерс. Тренер — Анджей Немчик.

### Чемпионаты мира
| - 1952 — не участвовала - 1956 — 16-е место - 1960 — 10-е место - 1962 — 13-е место - 1967 — не участвовала - 1970 — не квалифицировалась | - 1974 — 19-е место - 1978 — 18-е место - 1982 — 14-е место - 1986 — 13-е место - 1990 — 13-е место |

### Кубок мира
Ни в один из розыгрышей Кубка мира, прошедших в период 1973—1989 годов, сборная ФРГ не квалифицировалась.

### Чемпионаты Европы
| - 1949 — не участвовала - 1950 — не участвовала - 1951 — не участвовала - 1955 — не участвовала - 1958 — 11-е место - 1963 — 11-е место - 1967 — 10-е место - 1971 — 10-е место | - 1975 — 10-е место - 1977 — 8-е место - 1979 — 9-е место - 1981 — 10-е место - 1983 — 5-е место - 1985 — 6-е место - 1987 — 9-е место - 1989 — 6-е место |

### Игры доброй воли
- 1986 — 8-е место
- 1990 — не участвовала

### Кубок весны
Женская сборная ФРГ 6 раз побеждала (в 1979, 1980, 1983, 1984, 1987 и 1988 годах) и 7 раз становилась призёром (серебряным — в 1973, 1976, 1977, 1981 и 1982; бронзовым — в 1974 и 1975) в традиционном международном турнире Кубок весны (Spring Cup), который ежегодно (с 1962 для мужских и с 1973 для женских сборных команд) проводился по инициативе федераций волейбола западноевропейских стран.

## Тренеры
- 1956—1971 — Теда фон Гох
- 1971—1981 — Пак Дэ Хи
- 1981—1989 — Анджей Немчик
- 1989—1990 — Маттиас Айхингер